# Pascual Somma
Pascual Somma (1896 – 1930) – piłkarz urugwajski, napastnik.
Urodzony w Montevideo Somma w 1911 roku rozpoczął karierę w klubie Club Nacional de Football. Swój pierwszy mecz w barwach Nacionalu rozegrał na Estadio Gran Parque Central przeciwko klubowi Dublin Montevideo, wygrany przez Nacional 2:0. W tym samym roku zadebiutował w reprezentacji Urugwaju.
Jako piłkarz klubu Nacional był w kadrze reprezentacji Urugwaju podczas turnieju Copa América 1916 – pierwszych w dziejach mistrzostwach Ameryki Południowej oraz pierwszych w dziejach mistrzostwach kontynentalnych. Urugwaj zdobył tytuł pierwszego mistrza Ameryki Południowej, a Somma zagrał we wszystkich trzech meczach – z Chile, Brazylią i Argentyną.
Rok później wziął udział w turnieju Copa América 1917, gdzie Urugwaj ponownie został mistrzem Ameryki Południowej. Somma zagrał we wszystkich trzech meczach – z Chile, Brazylią i Argentyną.
W turnieju Copa América 1919, w którym Urugwaj został wicemistrzem Ameryki Południowej, Somma był w kadrze reprezentacyjnej, jednak nie zagrał w żadnym spotkaniu.
Rok później, podczas Copa América 1920, Somma wraz z reprezentacją Urugwaju po raz trzeci zdobył mistrzostwo kontynentu. Zagrał we wszystkich trzech meczach – z Argentyną, Brazylią i Chile.
Turniej Copa América 1921 nie był zbyt udany, gdyż Urugwaj zajął dopiero 3. miejsce. Somma zagrał we wszystkich trzech spotkaniach – z Paragwajem, Brazylią i Argentyną.
Podczas Copa América 1922 Urugwaj znów był dopiero trzeci. Somma zagrał we wszystkich 4 meczach – z Chile, Argentyną, Brazylią i Paragwajem.
W turnieju Copa América 1923 Urugwaj, a razem z nim Somma, po raz czwarty zdobył mistrzostwo Ameryki Południowej. Somma zagrał we wszystkich 3 meczach – z Paragwajem, Brazylią i Argentyną (zdobył bramkę).
Był w kadrze reprezentacji Urugwaju podczas Igrzysk Olimpijskich w 1924 roku. Urugwaj zdobył złoty medal, jednak Somma nie zagrał w żadnym meczu
Somma od 15 sierpnia 1911 roku do 31 sierpnia 1924 roku rozegrał w reprezentacji Urugwaju 42 mecze i zdobył 3 bramki.
W barwach Nacionalu rozegrał 333 mecze i zdobył 64 bramki. Ośmiokrotnie zdobył mistrzostwo Urugwaju – w 1915, 1916, 1917, 1919, 1920, 1922, 1923 oraz 1924.
W 1924 przeszedł do klubu Defensor Sporting, jednak już w 1925 wrócił do Nacionalu, w którym zakończył karierę w 1927 roku.